# Dragon Ball Z: Hyper Dimension
Dragon Ball Z: Hyper Dimension (ドラゴンボールZ ハイパー ディメンション?, Doragon Bōru Zetto Haipā Dimenshon) è un videogioco di tipo picchiaduro di Dragon Ball Z distribuito per il Super Famicom in Giappone e per il Super Nintendo in Europa. Il gioco propone uno Story mode che inizia dall'arco di Freezer e finisce con l'arco di Bu, anche se questa modalità è stata omessa dalla versione europea in lingua francese senza alcuna motivazione ufficiale. Si pensa che questa scelta sia dovuta a una traduzione non completa in tempo utile per la release.

## Modalità di gioco
Il gioco è un classico picchiaduro bidimensionale. I personaggi posseggono mosse base come pugni, calci e piccole sfere di ki, ma anche mosse speciali come combo e onde energetiche. Ad esempio, Goku eseguirà la Kamehameha, mentre Vegeta il Final Flash.
Ogni personaggio ha una "mossa disperata", eseguibile quando la "barra della vita" del giocatore sta lampeggiando (80 di vita o al di sotto). Per esempio: nella sua mossa disperata, Goku carica la propria aura, si teletrasporta di fronte all'avversario e lo colpisce con una breve combo, si trasforma in Super Saiyan 3 e usa il Ryū-ken. L'avversario, ora indifeso in aria, viene finito con una Genki Dama.
Alcuni degli Stages dove si combatte sono in multi-tier: con una determinata combo permettono di sbattere l'avversario in un'altra schermata, sia verso l'alto (es. nel cielo, verso il Palazzo di Dio), che di lato, o in basso.
I personaggi possono anche effettuare attacchi dallo sfondo e ripristinare la loro salute ricaricando l'aura.

### Story mode
La Story mode (Modalità Storia) inizia con l'arco di Freezer e il primo incontro vede Piccolo contro, appunto, Freezer. Nel secondo incontro, Goku, trasformato in Super Saiyan, sconfigge il tiranno galattico, e si passa all'arco di Cell, dopo la quale si termina il gioco con l'arco di Majin Bu. La Story mode del gioco è simile a quella dell'anime. La sola differenza è quando si combatte nella Story mode con alcuni personaggi, e questi perdono, il gioco continua. Per i personaggi principali, ad esempio Goku o Gohan, questa regola non è valida: la loro sconfitta corrisponde al Game Over, e per continuare occorre utilizzare un fagiolo Senzu, cioè un credit. Inoltre, la Story mode non è come quella degli altri picchiaduro come Street Fighter, Tekken, o Mortal Kombat dove quando si sceglie un personaggio, la storia è focalizzata solo su di esso. In Hyper Dimension vengono ripercorsi i punti salienti della storia di Dragon Ball Z, quindi ci si ritroverà ad utilizzare, di volta in volta, Piccolo, Vegeta, Gohan o Goku, a seconda dell'arco narrativo in cui si trova una specifica battaglia. La Modalità Storia è anche abbastanza imprecisa rispetto alla storia vera; soprattutto a causa della mancanza di personaggi di diversi momenti della saga. Ad esempio Piccolo combatte contro Freezer già nella sua forma finale e Goku, trasformato in Super Saiyan 2, combatte contro Freezer, Cell (tra l'altro sconfiggendolo), Majin Bu grasso e Kid Bu.
Completare la Story Mode senza aver mai perso un incontro sblocca due battaglie speciali: Mystic Gohan contro Gotenks Super Saiyan 3 e Goku Super Saiyan 2 contro Mystic Gohan.

### Versus mode
La Versus mode (Modalità Scontro) permette di combattere contro un personaggio controllato dal computer, o a due giocatori di combattere uno contro l'altro.

### Tournament mode
La Tournament mode (Modalità Torneo) permette fino a otto giocatori di affrontarsi, o di combattere contro avversari controllati dal computer, simile a quella della precedente serie Dragon Ball Z: Super Butōden.

### Practice mode
La Practice mode (Modalità Allenamento) permette al giocatore di combattere contro un altro personaggio sempre controllato dal giocatore, che non subisce nessun danno. Questa modalità è utile per imparare le combo o i comandi fondamentali del gioco.

### Option mode
Viene usata per ascoltare le musiche di sottofondo e gli effetti sonori. Anche se la Story mode non è presente nella versione francese, le tracce audio relative a quella modalità possono essere ascoltate qui.

## Personaggi
- Goku (durante il gioco SSJ2, normale e SSJ3 in alcune combo)
- Majin Vegeta
- Gohan (Mystic)
- Cell (Forma perfetta)
- Piccolo
- Vegeth (Super Vegeth)
- Freezer (Forma finale)
- Majin Bu
- Kid Bu
- Gotenks (SSJ3)